# Рубежная улица (Выборг)
Рубежная улица — улица в микрорайонах «Б» и «Г» Выборга. Проходит из квартала жилой застройки у Проспекта Победы до Круговой улицы.
Длина улицы около 900 метров.

## История
Проложена по территории городского предместья (поселок Южный), ныне в городской черте. Исторические названия — Александровская, Улица Лесной поляны. В независимой Финляндии название улицы было финнизировано — Aleksanterinkatu, Kaurinkatu.
Застройка района улицы пострадала во время боёв в советско-финскую войну
В 1958 году в бывшем доме Юхани Латукка был открыт Дом-музей Ленина — первый музей в ставшем советским Выборге. В 1959 году здание принято на государственную охрану
Застраивалась согласно утверждённому в 1963 году генеральному плану застройки и реконструкции Выборга, предусматривавшего массовое строительство на индустриальной основе на пустынных землях за Батарейной горой.

## Известные жители
В сентябре-октябре 1917 года в доме русского революционера, одного из организаторов и руководителей отряда Красной гвардии в Выборге Юхани Латукка (современный адрес — д. 15) нелегально две недели находился В. И. Ленин.

## Достопримечательности

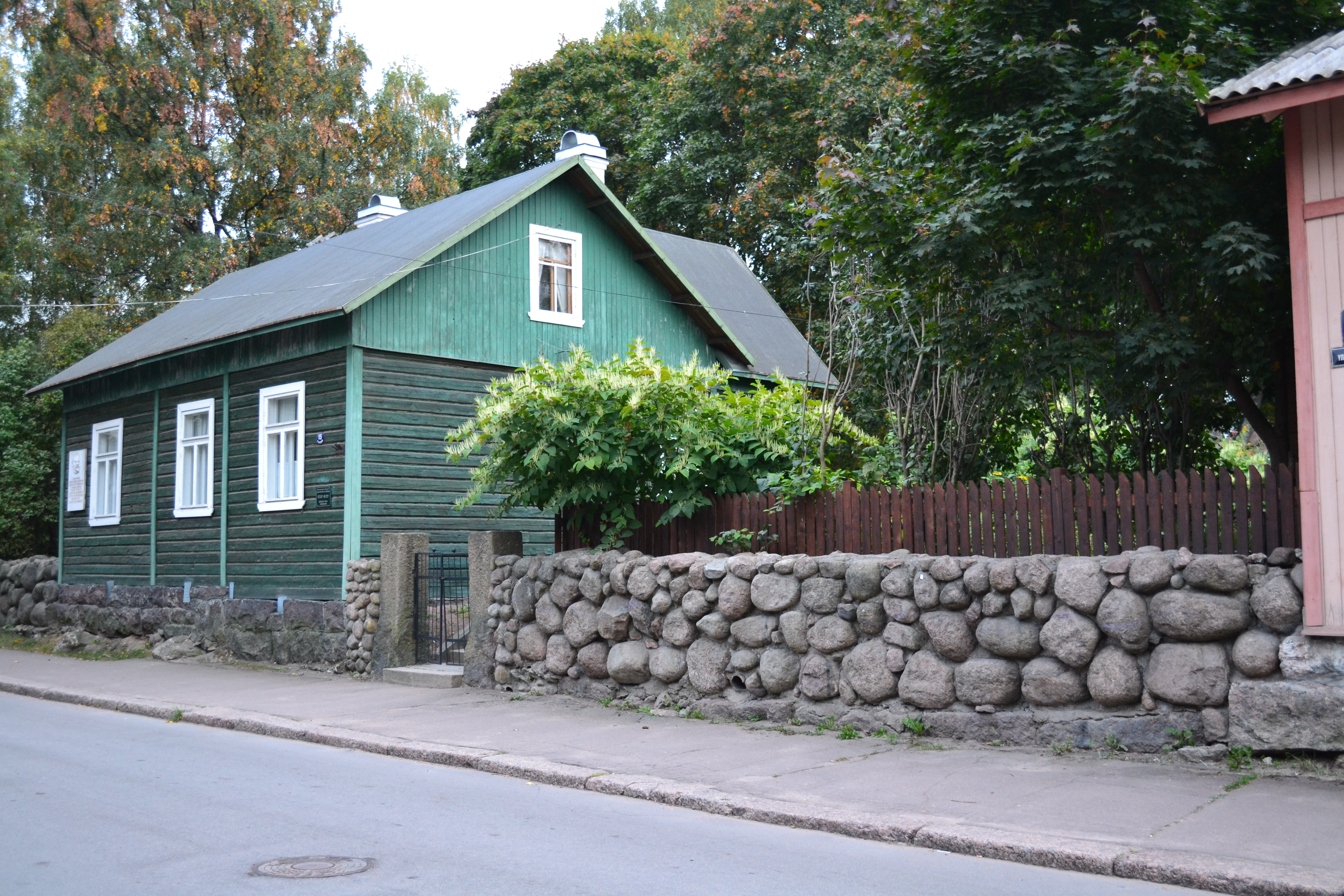
Дом — музей В. И. Ленина

д. 15 — Мемориальный дом-музей В. И. Ленина
д. 22 — здание бывшей швейной фабрики «Сайма»